# Knut Vollebæk

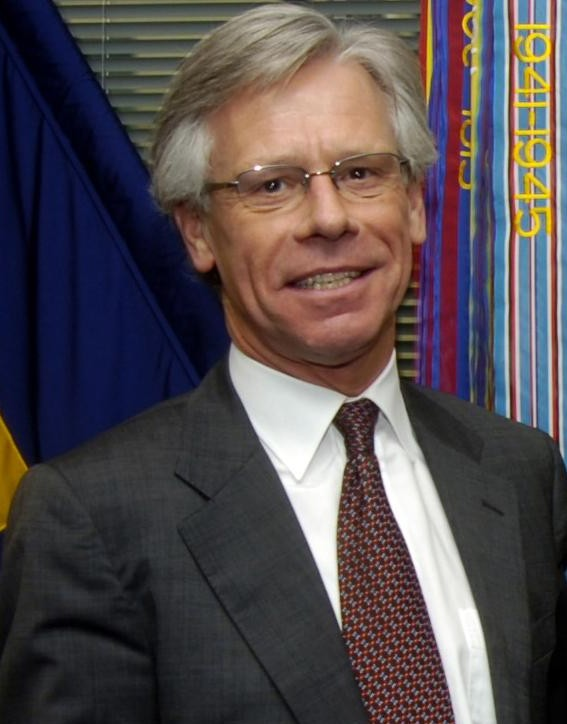
Knut Vollebæk

Knut Vollebæk (* 11. Februar 1946 in Oslo) ist ein norwegischer Diplomat und christdemokratischer Politiker. Er war von 1997 bis 2000 norwegischer Außenminister unter Kjell Magne Bondevik, 1999 der Vorsitzende der OECD und der OSZE.
Der Ökonom und Absolvent der Norwegischen Handelshochschule Bergen ist ein Karrierediplomat. 1973 trat er in den auswärtigen Dienst Norwegens. Nach Tätigkeiten in den norwegischen Botschaften in Indien, Spanien und Simbabwe bekam er 1991 seinen ersten Posten als Botschafter; mit Sitz in Costa Rica wurde er Norwegens Botschafter in Mittelamerika. Ab 1991 arbeitete er in verschiedenen Positionen bei den Vereinten Nationen. Er wurde 2001 zum Botschafter in den Vereinigten Staaten ernannt. Am 18. Juli 2007 wurde er zum Hohen Kommissar für nationale Minderheiten der OSZE ernannt.
Vollebæk wurde 1997 mit dem Großkreuz des Verdienstordens der Bundesrepublik Deutschland und 2001 mit dem Sankt-Olav-Orden (Komtur) ausgezeichnet. Er trägt ebenfalls hohe Auszeichnungen mehrerer anderer Staaten sowie Ehrendoktorwürden der Concordia Academy (Minnesota), und des St. Olaf College (Northfield, Minnesota).